# کینک (گرایش جنسی)
در میان گرایش‌های جنسی در انسان کینک، (به انگلیسی: kink) بیانگر شیوه‌ها، مفاهیم، فانتزی‌ها و اعمالیست که در چهارچوب روابط جنسی متعارف، نمی‌گنجد. اصطلاح کینک (به فارسی"خمیدگی") برای اشاره به آن دسته از عادات و رفتارهای جنسی مورد استفاده قرار می‌گیرد که با گرایش‌های رایج و عرفی جنسی استرِیت straight (اصطلاح عامیانه برای اشاره به دگرجنسگرایی) یا وانیلا تفاوت دارد. در واقع کینک یک اصطلاح محاوره‌ای برای اشاره به رفتارهای جنسی غیرهنجار است. این عبارت توسط کسانی که به انجام فتشیسم جنسی علاقه دارند، با هدف ایجاد اصطلاح یا مترادفی برای اشاره به گرایش‌های خود، ایجاد شده است. این واژه طیف گسترده‌ای از اعمال جنسی از نقش‌بازی جنسی تا شیءانگاری را شامل می‌شود. در قرن بیست‌ویکم، به جای انحراف جنسی، از اصطلاح کینک برای اشاره به تمایلاتی چون بی‌دی‌اس‌ام، چرم‌پوشی و فتیشیسم، استفاده می‌شود.
برخی دانشگاه‌ها و همچنین سازمان‌های دانشجویی تمرکز خود را روی مفهوم کینک به همراه پیش زمینه‌ای از مسائل ال‌جی‌بی‌تی‌آی معطوف کرده‌اند. مارگی نیکولاس کینک را به عنوان «تغییراتی که کوئیر را به ال‌جی‌بی‌تی‌کیو تغییر می‌دهد»، قلمداد می‌کند.
رفتارهای جنسی که در چهارچوب کینک انجام می‌شود، فراتر از روابط و اعمال جنسی متعارف و رمانتیک بین افراد است. برخی از آنها تمایز بین فتیشیسم و کینک را مشخص می‌کنند، اولی را به عنوان افزایش‌دهندهٔ صمیمیت بین طرفین و دومی به عنوان جایگزین آن معرفی می‌شود. به دلیل ارتباط کینک با ابعاد جنسی هم‌نوایی جامعه، که خود بسته به زمان و مکان نیز متفاوت است، تعریف چیستی کینک و مواردی که برای تعریف این عبارت کاربرد دارند، بسیار متفاوت است.
توافق طرفین نقش مهمی در اینگونه روابط ایفا می‌کند و هر دو طرف باید راضی باشند یا به سلطه اینکار انجام می‌شود.
تحقیقی در سال ۲۰۰۹ نشان داد، افرادی که در رابطه اس‌ام مبتنی بر رضایت دوطرفه فعالیت می‌کنند، شرایط بهتری را به لحاظ سلامت روانی تجربه می‌کنند، این افراد عصبیت کمتری داشته، برون‌گراتر هستند، نسبت به تجربیات جدید دید بازتری دارند، باوجدان‌ترند و احساس طردشدگی کمتری را تجربه می‌کنند و از بهزیستی ذهنی بالاتری برخوردارند و نتیجتاً بودن در این روابط می‌تواند به حس اعتماد به نفس آنها کمک شایانی بکند. به‌طور مثال تحقیقی در همان سال نشان داد که افرادی که در یک رابطه اس‌ام قرار داشتند در سطح پایین‌تری از هورمون استرس قرار داشته و رابطه جنسی باکیفیت‌تری را تجربه می‌کنند. تحقیقی دیگر نشان داد که افرادی که در یک رابطه بی‌دی‌اس‌ام در نقش سویئچ ظاهر می‌شوند، اضطراب ذهنی کمتری دریافت می‌کنند.

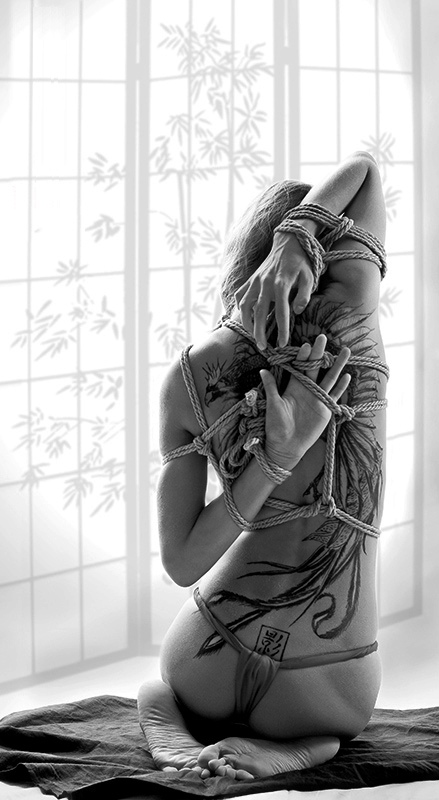
شیباری، سبکی از بانداج

## تعریف
کینک تعریفی پزشکی یا تخصصی ندارد و در مجموع صفتیست برای اشاره به هرگونه فعالیت خارج از حیطه روابط عمدتاً جنسی معمول.

### فعالیت‌های کینک‌محور
- بی‌دی‌اس‌ام که مخفف بانداج، نظم‌دهی، سلطه‌گری و سلطه‌پذیری، سادومازوخیسم بوده و خود شامل طیف وسیعی از فعالیت‌ها می‌شود، از اسپنک جنسی گرفته تا بازیگری جنسی و بانداج. علیرغم این که فروشگاه‌های بسیاری اقدام به عرضه محصولات مرتبط می‌کنند اما حتی ابزارهای دم‌دستی نیز می‌تواند کاربردی باشد.[۴]

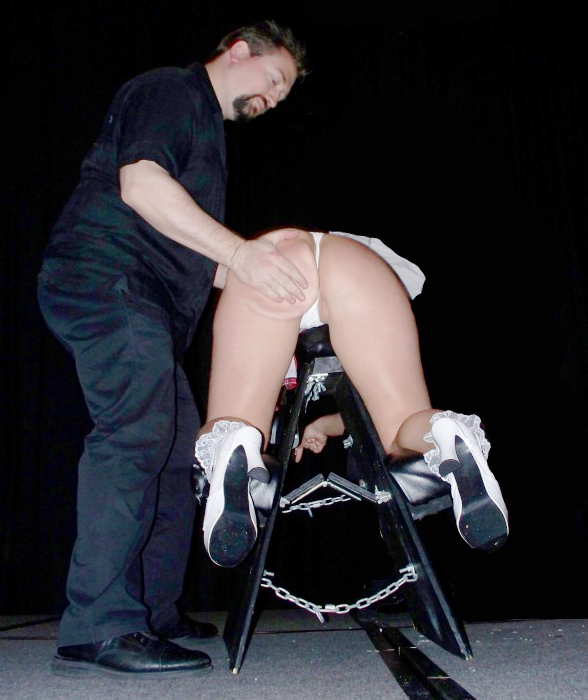
اسپنک جنسی

- فانتزی و بازیگری
- انواع فتیش

## گستردگی
برپایه یک مطالعه در سال ۲۰۱۵ در ایالات متحده، بیش از ۲۲ درصد فعالیت‌های جنسی افراد شامل بازیگری جنسی بوده و بیش از ۲۰ درصد روابط شامل بازی‌هایی چون بسته شدن و اسپنک جنسی بوده است. تحقیقی دیگر نیز نشان داد که از بین ۱٬۰۴۰ شرکت‌کننده دستکم نیمی از آنها به اعمال مربوط به کینک علاقه داشتند حتی اگر وقتی برای تجربه و بررسی‌های بیشترش نداشته باشند. علی‌رغم اینکه کلیشه‌های رایج رفتارهای فوق را ممکن است به منزله بیماری قلمداد کنند اما بررسی‌ها نشان می‌دهد که افراد علاقمند به این حوزه از سلامت روانی حتی بالاتر از سطح استاندارد برخوردارند.

## برای مطالعهٔ بیشتر
- رفتارهای حسی ، شهوانی و جنسی زنان از رفتارهای حسی ، شهوانی و جنسی زنان در جامعه "Kink" از جامعه "Kink"، مقالات رفتارهای جنسی، آکادمی بین‌المللی تحقیقات جنسی
- Kinky - آگاهی نفسانی، انقلاب شرجی احساسات، مجله شیک امروز
- Dossie Easton , Catherine A. Liszt , When a You Love You Kinky , Greenery Press، ۲۰۰۰. شابک ‎۱−۸۹۰۱۵۹−۲۳−۹ شابک 1-890159-23-9.
- Jensen, Nate (2009). Japanese-English Guide to Sex, Kink and Naughtiness. (First edition, version 3). CreateSpace. ISBN 978-1-4421-0876-9.  Jensen, Nate (2009). Japanese-English Guide to Sex, Kink and Naughtiness. (First edition, version 3). CreateSpace. ISBN 978-1-4421-0876-9.  Jensen, Nate (2009). Japanese-English Guide to Sex, Kink and Naughtiness. (First edition, version 3). CreateSpace. ISBN 978-1-4421-0876-9.
- Shahbaz, Caroline; Chirinos, Peter (2016). Becoming a Kink Aware Therapist. Routledge. ISBN 978-1-315-29531-2.  Shahbaz, Caroline; Chirinos, Peter (2016). Becoming a Kink Aware Therapist. Routledge. ISBN 978-1-315-29531-2.  Shahbaz, Caroline; Chirinos, Peter (2016). Becoming a Kink Aware Therapist. Routledge. ISBN 978-1-315-29531-2.
- انجمن بین‌المللی Rubberists
- جی ویزمن، SM 101: مقدمه ای واقع گرایانه ، انتشارات فضای سبز، ۲۰۰۰، شابک ‎۰-۹۶۳۹۷۶۳-۸-۹.
- استفانی کلیفورد-اسمیت، کینک: تحقیقات دختر مستقیم، آلن و اونوین، ۲۰۱۰، شابک ‎۹۷۸-۱-۷۴۱۷۵-۹۱۲-۹